# Arquidiócesis de Buenos Aires
La arquidiócesis de Buenos Aires (en latín: Archidioecesis Bonaërensis) es una circunscripción eclesiástica de la Iglesia católica en Argentina. Se trata de una arquidiócesis latina, sede metropolitana de la provincia eclesiástica de Buenos Aires. Entre 1936 y 2024 fue sede primacial de la Argentina. Desde el 26 de mayo de 2023 su arzobispo es Jorge Ignacio García Cuerva. 

## Territorio y organización

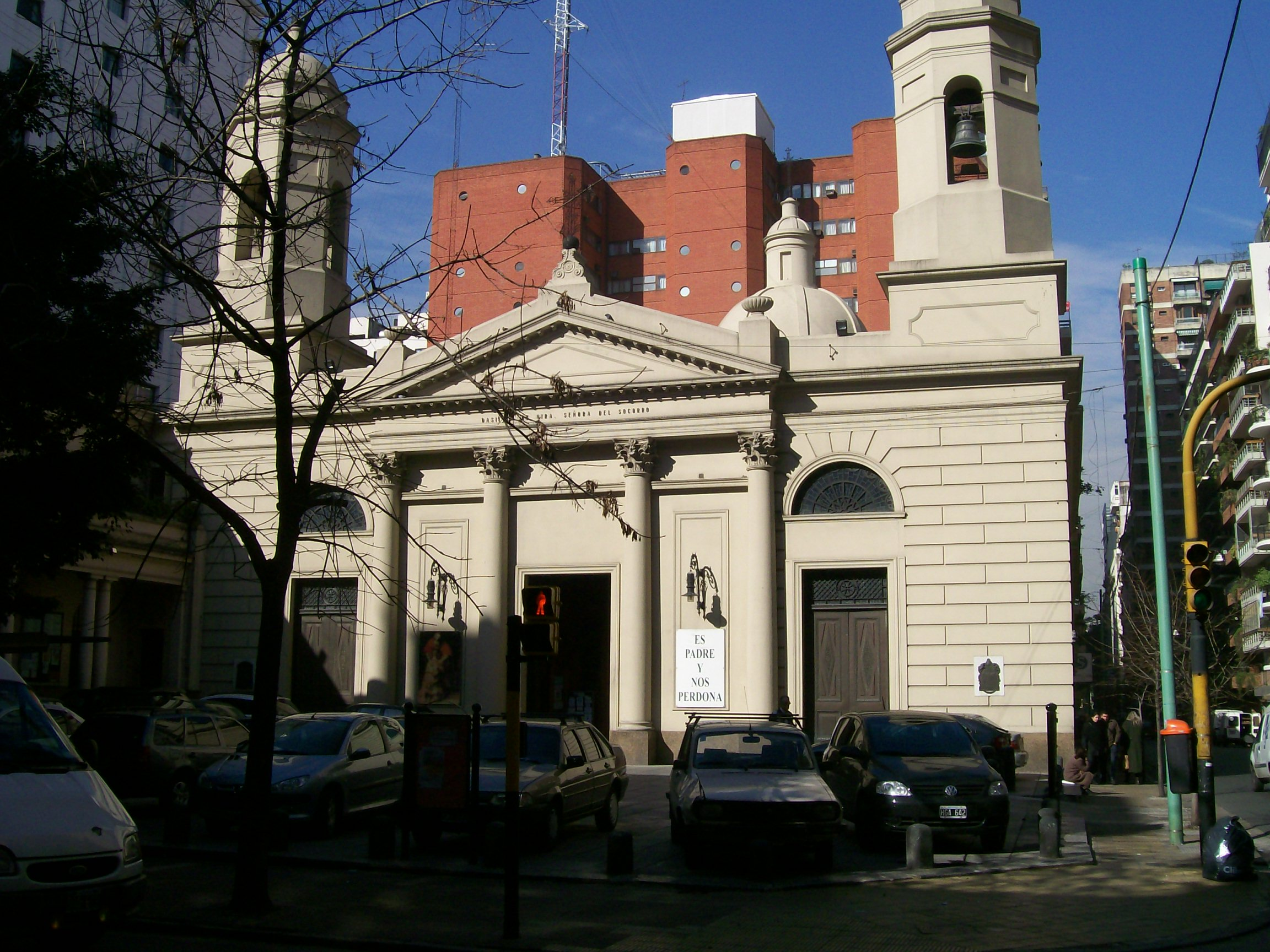
Basílica de Nuestra Señora del Socorro

La arquidiócesis tiene 205 km² y extiende su jurisdicción sobre los fieles católicos de rito latino residentes en la ciudad autónoma de Buenos Aires y en la isla Martín García en el Río de la Plata, que pertenece al partido de La Plata de la provincia de Buenos Aires.

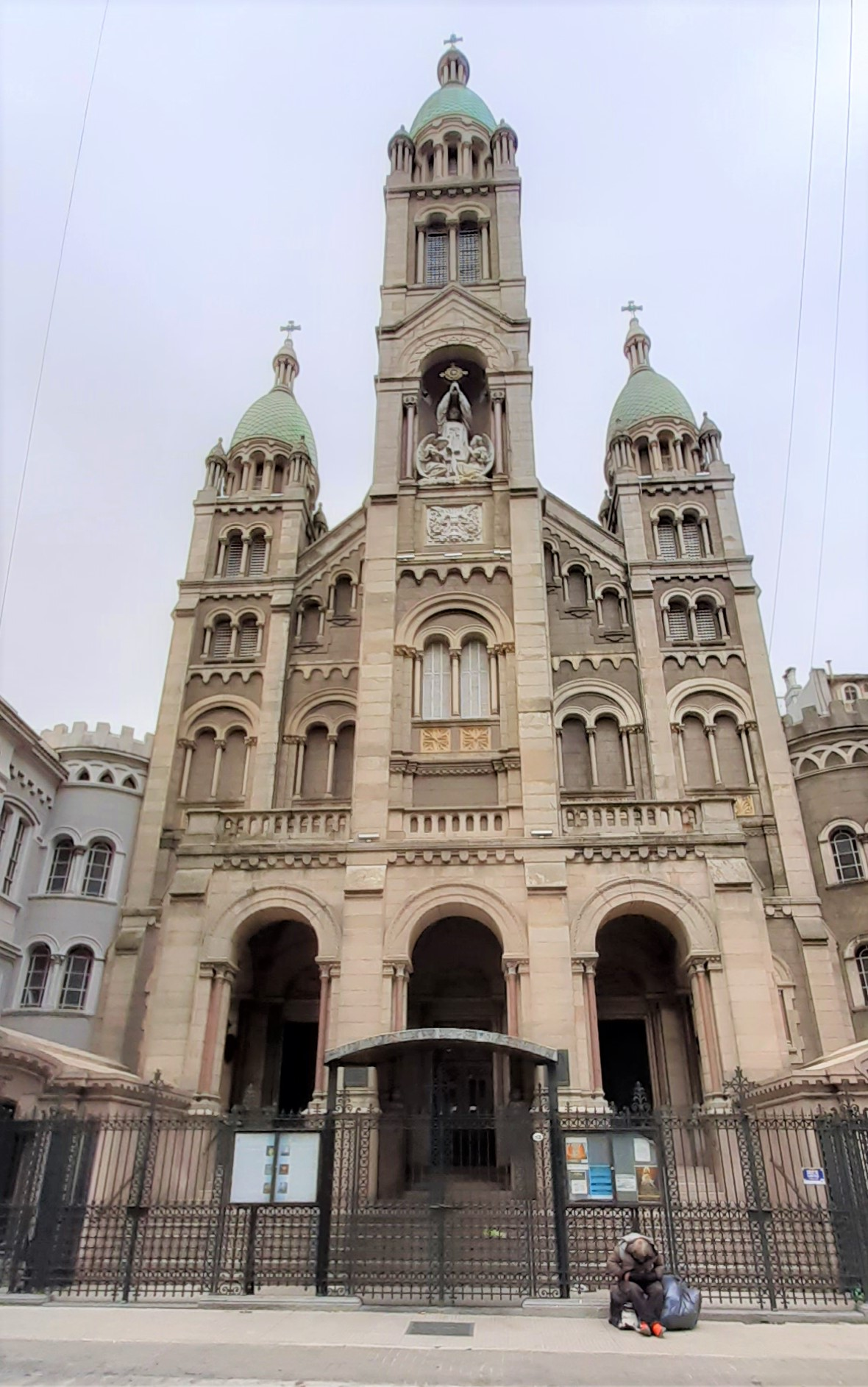
Basílica del Santísimo Sacramento

La sede de la arquidiócesis se encuentra en la ciudad de Buenos Aires, en donde se halla la Catedral de la Santísima Trinidad y 15 basílicas menores: de Nuestra Señora del Socorro, del Santísimo Sacramento, de San Nicolás de Bari, de San Antonio de Padua, Santuario de Santa Rosa de Lima, de San Francisco, de la Merced, de María Auxiliadora y San Carlos, del Espíritu Santo, de San José de Flores, de Nuestra Señora del Pilar, de Nuestra Señora de Buenos Aires, de Nuestra Señora de la Piedad, de Nuestra Señora del Rosario y del Sagrado Corazón de Jesús.

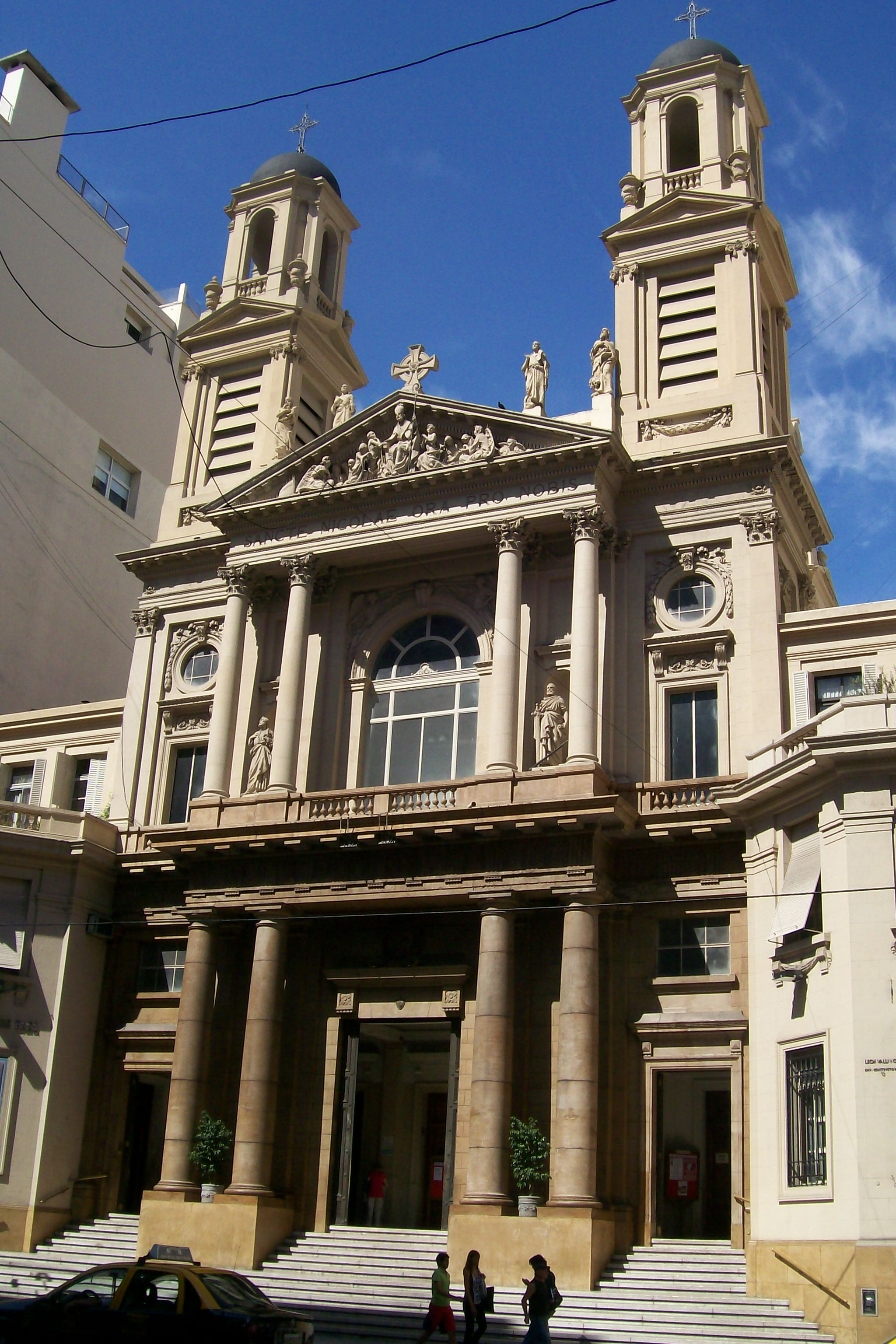
Basílica de San Nicolás de Bari

La arquidiócesis tiene como sufragáneas a las diócesis de: Avellaneda-Lanús, Gregorio de Laferrere, Lomas de Zamora, Morón, Quilmes, San Isidro, San Justo, San Martín, San Miguel en Argentina y a las eparquías de: San Charbel en Buenos Aires y Santa María del Patrocinio en Buenos Aires.

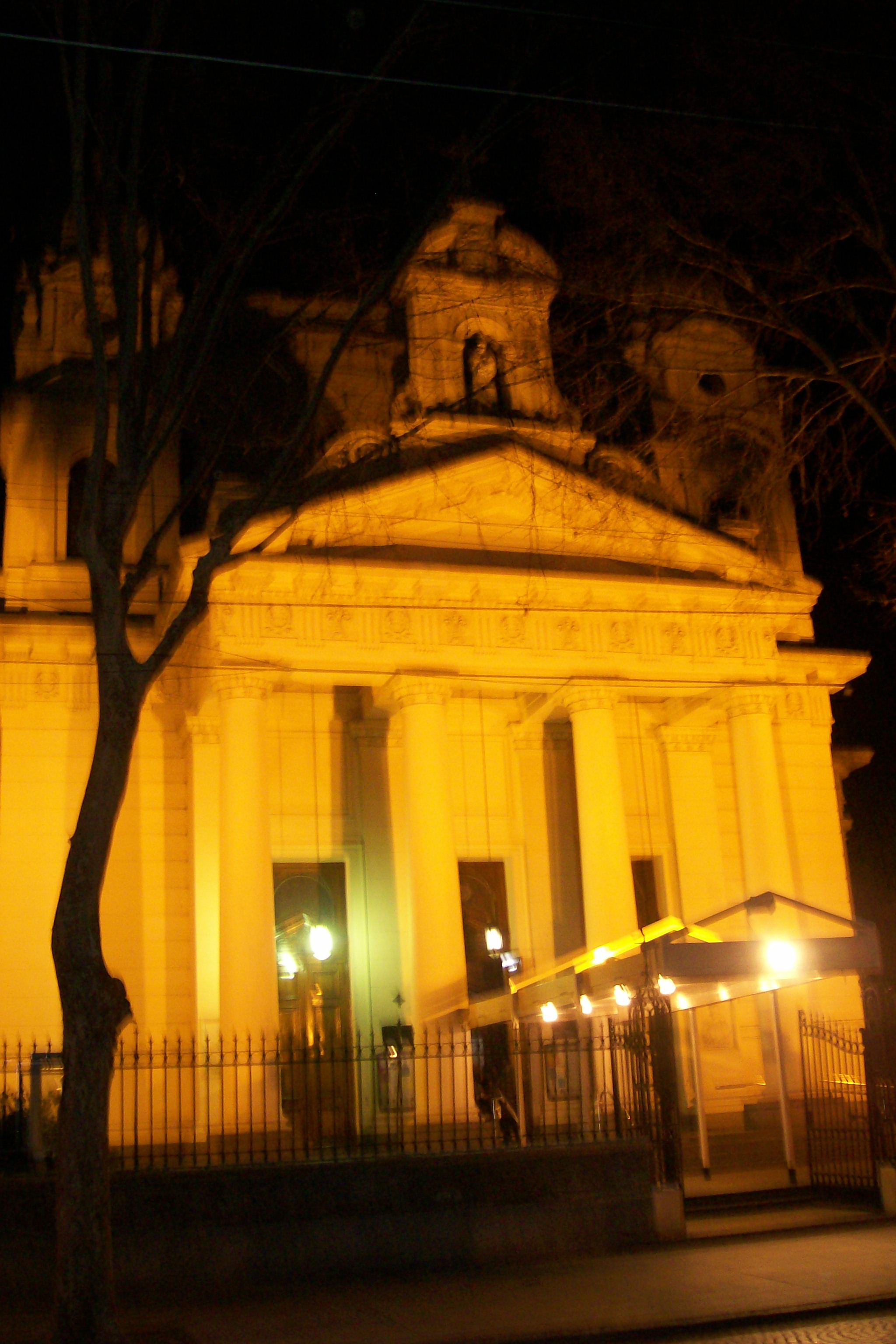
Basílica de San Antonio de Padua

En 2020 en la arquidiócesis existían 186 parroquias agrupadas en 20 decanatos y 4 vicarías zonales (Flores, Devoto, Belgrano y Centro).

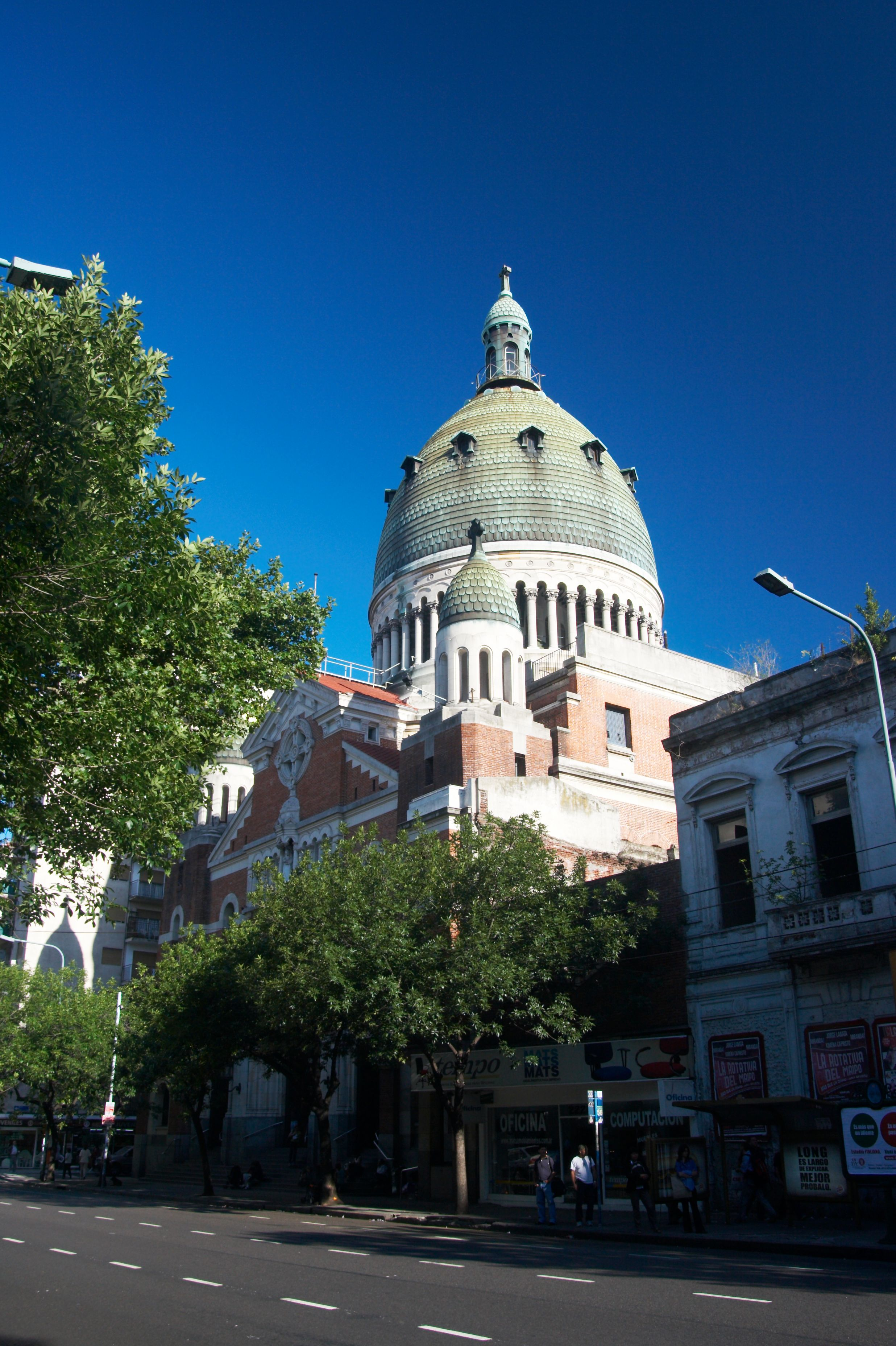
Basílica Santuario de Santa Rosa de Lima

## Historia

### Diócesis
La diócesis del Río de la Plata, con sede en Asunción (hoy arquidiócesis de Asunción), fue erigida por bula del papa Paulo III el 1 de julio de 1547 con parte del territorio nominal de la diócesis del Cuzco y como sufragánea de la arquidiócesis de Lima. Se le adjudicó el territorio de la extensa e indefinida gobernación de Nueva Andalucía o del Río de la Plata, creada en 1534 en el Imperio español. El 20 de junio de 1609 pasó a ser sufragánea de la arquidiócesis metropolitana de Charcas (hoy arquidiócesis de Sucre), al dividirse esta de la provincia de Lima.
Luego de que en 1580 fuera refundada la ciudad de Buenos Aires, en 1617 se produjo la división de la primitiva gobernación del Río de la Plata en dos gobernaciones: la del Paraguay o Guayrá con sede en Asunción y la del Río de la Plata con sede en Buenos Aires. La nueva gobernación estaba compuesta por un extenso e indefinido territorio en el que había 4 aldeas de españoles con títulos de ciudades: Buenos Aires (que en 1615 tenía 290 habitantes), Santa Fe, Corrientes y Concepción de Buena Esperanza (abandonada en 1632). El empadronamiento realizado por el gobernador Diego de Góngora en 1619-1620 encontró 514 vecinos no indígenas en toda la gobernación.
Luego de que el rey Felipe III de España lo solicitara por carta del 20 de junio de 1619, en un consistorio secreto celebrado en el palacio del Quirinal de Roma el 30 de marzo de 1620 el papa Paulo V decidió la erección de la diócesis de la Santísima Trinidad del Puerto de Buenos Aires (en latín, Sanctissimae Trinitatis Portus Bonorum Aerum) con jurisdicción en la nueva provincia del Río de la Plata, dividiendo la hasta entonces diócesis del Río de la Plata con sede en Asunción. Ese mismo día expidió la bula de erección de la diócesis como sufragánea de la arquidiócesis de La Plata o Charcas. La bula no fue debidamente archivada por el primer obispo y por las autoridades coloniales y se desconoce su nombre y contenido, habiéndose perdido durante las guerras napoleónicas el bulario vaticano que la contenía. El 6 de abril de 1620 el papa emitió otras 6 bulas anexas dirigidas a las diversas autoridades correspondientes. Dos de esas bulas se conservan: una que contiene el nombramiento de Pedro Carranza Salinas como obispo (Ad Episcopum) y otra dirigida al clero de la nueva diócesis (Ad Clerum). Esta última suele ser erróneamente considerada la bula de la erección.
El primer obispo de Buenos Aires fue fray Pedro Carranza Salinas, O. Carm quien llegó a su sede el 9 de enero de 1621, tomó posesión de ella el 17 de enero y fue ordenado obispo el 29 de junio de 1621 en Santiago del Estero por el obispo del Tucumán (hoy arquidiócesis de Córdoba) Julián de Cortázar. El 26 de junio de 1622 Carranza proclamó la erección de la iglesia catedral de la Santísima Trinidad, única parroquia existente en la nueva diócesis (desde al menos 1601), que contaba con un curato de españoles y otro de naturales.
El 18 de junio de 1634 fue erigida la segunda parroquia de la diócesis, la de Todos los Santos en el primitivo emplazamiento de la ciudad de Santa Fe.
Debido a que el rey Felipe III dispuso en dos reales cédulas de 1625 y 1626 agregar a la gobernación del Río de la Plata los territorios de las misiones jesuíticas del Paraná y del Paraguay, en 1648 se fijó el río Paraná como límite de ambas diócesis rioplatenses. Sin embargo, como el obispo del Paraguay asistía a los pueblos misioneros de su lado del río Paraná, una real cédula de 11 de febrero de 1724 encargó a los obispos de Asunción y de Buenos Aires que arreglasen los límites jurisdiccionales entre ambas gobernaciones y obispados de acuerdo a las erecciones de las iglesias y a la posesión y costumbre en que estuviesen. Los obispos designaron a los sacerdotes José Insaurralde y Anselmo de la Mata, quienes en el pueblo de Candelaria, el 8 de junio de 1727, pronunciaron un laudo que asignó al Paraguay las áreas bañadas por las vertientes del río Paraná y al Río de la Plata las áreas bañadas por las del río Uruguay.
El 2 de febrero de 1680 se erigió la tercera parroquia de la diócesis de Buenos Aires, la del Santísimo Sacramento en Colonia del Sacramento; el 1 de septiembre de 1694 se erigió la cuarta, la de Nuestra Señora del Rosario en la ciudad de Corrientes; y en noviembre de 1726 la quinta, la de San Felipe y Santiago en la ciudad de Montevideo.
El 28 de abril de 1815 el gobernador de la diócesis de Buenos Aires designó a Dámaso Antonio Larrañaga como cura y vicario interino de Montevideo. La Banda Oriental sufrió la Invasión luso-brasileña entre 1816 y 1820, recibiendo Larrañaga mayores poderes eclesiásticos sobre el territorio anexado a Brasil en 1817 como provincia Cisplatina, pero no separado de la diócesis de Buenos Aires. En 1824 el enviado papal Juan Muzi, acompañado del futuro papa Pío IX, designó a Larrañaga como delegado apostólico investido de todas las facultades propias de los vicarios capitulares en sede vacante para la Banda Oriental, quedando equiparado al provisor del obispado con sede en Buenos Aires y de hecho separado. Tras la independencia de Uruguay en 1828, la primera desmembración territorial que tuvo la diócesis fue la erección del vicariato apostólico de Montevideo (hoy arquidiócesis de Montevideo) el 14 de agosto de 1832 por el papa Gregorio XVI.
El Congreso nacional el 25 de septiembre de 1855 sancionó una ley que habilitaba al Poder Ejecutivo nacional a iniciar los trámites civiles y canónicos para la erección de la diócesis del Litoral, comprendiendo las provincias de Entre Ríos, Santa Fe y Corrientes. La Santa Sede, sin embargo, no accedió, pero a comienzos de 1858 llegó a Paraná Marino Marini con el título de delegado apostólico y arzobispo de Palmira y amplias facultades. El 4 de agosto de 1858 Marini erigió el vicariato apostólico de Paraná (hoy arquidiócesis de Paraná), coincidente con el obispado creado por el Congreso con sede en la entonces capital de la Confederación Argentina. Fue la última desmembración territorial que tuvo la sede como diócesis.

### Arquidiócesis
Al momento de la Revolución de Mayo de 1810, Buenos Aires era la única capital de virreinato que aún no había sido elevada a la categoría de arquidiócesis, lo que indicaba la escasez de recursos y de integración de sus estructuras eclesiásticas.
Recién en 1863 se propuso su elevación a la categoría de arquidiócesis a instancias del entonces delegado apostólico Marino Marini. El presidente Bartolomé Mitre otorgó su aval el 20 de noviembre de 1863, después del cese de Marini como delegado apostólico. En uso del patronato el Congreso Nacional autorizó la creación de la arquidiócesis de Buenos Aires por ley n.º 116 sancionada el 1 de octubre de 1864.
El 5 de marzo de 1865 mediante la bula Immutabili expedida por el papa Pío IX, la diócesis de Buenos Aires fue elevada a arquidiócesis metropolitana. Mariano José de Escalada Bustillo y Zeballos, quien se desempeñaba como obispo de Buenos Aires, pasó a ser el primer arzobispo.
Los misioneros de la congregación salesiana llegaron a Argentina en 1875 con el mandato de su fundador Juan Bosco de evangelizar la Patagonia. En esa época la Patagonia era una vasta región desierta que Argentina y Chile disputaban alegando la herencia de España, pero que estaba escasamente habitada por pueblos indígenas indómitos y que las potencias europeas solían considerar terra nullius. El norte de la Patagonia fue conquistado por el Ejército Argentino en la campaña denominada Conquista del Desierto entre 1878 y 1883, aunque en el área occidental de Chubut la campaña se extendió hasta fines de 1884. La soberanía sobre la Patagonia fue resuelta durante la campaña por medio del Tratado de 1881 entre Argentina y Chile, mientras que la arquidiócesis de Buenos Aires asumió naturalmente su jurisdicción en esa vasta región. El 16 de noviembre de 1883 la Congregación de Propaganda Fide erigió mediante el breve Ad fovendam del papa León XIII el vicariato apostólico de la Patagonia Septentrional (desde las pampas deshabitadas hasta aproximadamente el río Chubut) y la prefectura apostólica de la Patagonia Meridional (al sur del anterior, incluyendo las islas Malvinas y la región chilena de Magallanes) mediante el decreto Cum ad catholicae fidei. Si bien en Buenos Aires se consideró que fue una desmembración territorial de la arquidiócesis, la Santa Sede no lo consideró así y el Gobierno argentino no reconoció esas erecciones. 
Tras negociaciones entre el Gobierno nacional y la Santa Sede, el 15 de febrero de 1897 con la bula In Petri Cathedra, el papa León XIII erigió la diócesis de La Plata (hoy arquidiócesis) separando de la arquidiócesis de Buenos Aires la provincia de Buenos Aires y el territorio nacional de La Pampa. A su vez, fue suprimido el vicariato apostólico de la Patagonia Septentrional y la arquidiócesis recibió los territorios nacionales de Río Negro y Chubut, e incorporó la parte argentina (territorios nacionales de Santa Cruz y de Tierra del Fuego) de la prefectura apostólica de la Patagonia Meridional. Sin embargo, ambas jurisdicciones misionales continuaron existiendo hasta tanto que los Prelados estén en condiciones de poder enviar miembros del clero diocesano para el cuidado espiritual de aquellas vastas regiones, lo que ocurrió en 1916.
La diócesis de Viedma fue erigida el 20 de abril de 1934 mediante la bula Nobilis Argentinae nationis del papa Pío XI, separando los 4 territorios nacionales patagónicos de la jurisdicción de la arquidiócesis de Buenos Aires, que quedó disminuida a solo la ciudad de Buenos Aires y la isla Martín García (incorporada el 19 de junio de 1955 a la provincia de Buenos Aires).

### Arquidiócesis primada
Mediante el decreto Cum ecclesiastica provincia Bonaërensis de la Sagrada Congregación Consistorial emitido el 29 de enero de 1936, el papa Pío XI otorgó a la sede de Buenos Aires el título honorario de primado de la Argentina.
El 5 de mayo de 1967 mediante la bula Qui divino consilio del papa Pablo VI, la provincia eclesiástica de Buenos Aires se expandió, extendiéndose a las diócesis de Avellaneda (hoy diócesis de Avellaneda-Lanús) y de Lomas de Zamora, que habían pertenecido a la provincia eclesiástica de La Plata.
El 13 de marzo de 2013 el arzobispo de Buenos Aires, cardenal Jorge Mario Bergoglio, fue elegido papa con el nombre de Francisco. El 22 de julio de 2024 el papa Francisco decidió el traslado del primado "pro tempore" a la arquidiócesis de Santiago del Estero, a efectuarse el 7 de septiembre de 2024. La decisión estuvo basada en el hecho que en 1570 el papa Pío V creó la Diócesis del Tucumán, con sede en Santiago del Estero, la primera diócesis del territorio nacional, que comprendía las provincias de Córdoba, La Rioja, Catamarca, Tucumán, Santiago del Estero, Salta y Jujuy.

## Estadísticas
Según el Anuario Pontificio 2021 la arquidiócesis tenía a fines de 2020 un total de 2 893 860 fieles bautizados.
| Año                                                                             | Población            | Población | Población      | Sacerdotes | Sacerdotes    | Sacerdotes    | Bautizados por sacerdote | Diáconos permanentes | Religiosos | Religiosos | Parroquias |
| Año                                                                             | Bautizados católicos | Total     | % de católicos | Total      | Clero secular | Clero regular | Bautizados por sacerdote | Diáconos permanentes | Varones    | Mujeres    | Parroquias |
| ------------------------------------------------------------------------------- | -------------------- | --------- | -------------- | ---------- | ------------- | ------------- | ------------------------ | -------------------- | ---------- | ---------- | ---------- |
| 1950                                                                            | 3 200 000            | 3 600 000 | 88.9           | 886        | 366           | 520           | 3611                     |                      |            | 4650       | 119        |
| 1959                                                                            | 3 301 000            | 3 842 000 | 85.9           | 952        | 413           | 539           | 3467                     |                      | 791        | 3720       | 135        |
| 1965                                                                            | 2 693 000            | 3 226 900 | 83.5           | 973        | 423           | 550           | 2767                     |                      | 900        | 3800       | 148        |
| 1970                                                                            | 2 700 000            | 3 100 000 | 87.1           | 904        | 404           | 500           | 2986                     |                      | 800        | 3470       | 152        |
| 1976                                                                            | 2 700 000            | 3 000     | 90.0           | 933        | 383           | 550           | 2893                     |                      | 910        | 2900       | 158        |
| 1980                                                                            | 2 784 000            | 3 190 000 | 87.3           | 806        | 256           | 550           | 3454                     |                      | 1016       | 2970       | 162        |
| 1990                                                                            | 3 096 000            | 3 336 000 | 92.8           | 877        | 432           | 445           | 3530                     | 2                    | 956        | 2134       | 175        |
| 1999                                                                            | 3 506 000            | 3 826 000 | 91.6           | 915        | 504           | 411           | 3831                     | 3                    | 841        | 2011       | 181        |
| 2000                                                                            | 3 506 000            | 3 826 000 | 91.6           | 848        | 468           | 380           | 4134                     | 5                    | 750        | 1687       | 182        |
| 2001                                                                            | 2 750 000            | 3 043 431 | 90.4           | 851        | 464           | 387           | 3231                     | 5                    | 697        | 1735       | 182        |
| 2002                                                                            | 2 500 000            | 2 729 610 | 91.6           | 837        | 465           | 372           | 2986                     | 6                    | 652        | 1711       | 182        |
| 2003                                                                            | 2 500 000            | 2 729 610 | 91.6           | 877        | 469           | 408           | 2850                     | 4                    | 771        | 1537       | 182        |
| 2004                                                                            | 2 500 000            | 2 729 610 | 91.6           | 884        | 462           | 422           | 2828                     | 4                    | 755        | 1611       | 182        |
| 2006                                                                            | 2 554 000            | 2 789 000 | 91.6           | 886        | 460           | 426           | 2882                     | 6                    | 756        | 1638       | 183        |
| 2011                                                                            | 2 647 000            | 2 891 082 | 91.6           | 834        | 469           | 365           | 3173                     | 7                    | 647        | 1732       | 186        |
| 2012                                                                            | 2 671 000            | 2 917 000 | 91.6           | 791        | 471           | 320           | 3376                     | 11                   | 488        | 1383       | 186        |
| 2015                                                                            | 2 750 000            | 3 003 000 | 91.6           | 766        | 443           | 323           | 3590                     | 12                   | 473        | 1426       | 186        |
| 2018                                                                            | 2 837 175            | 3 099 290 | 91.5           | 822        | 458           | 364           | 3451                     | 8                    | 504        | 1401       | 186        |
| 2020                                                                            | 2 893 860            | 3 162 215 | 91.5           | 762        | 444           | 318           | 3797                     | 6                    | 435        | 1430       | 186        |
| Fuente: Catholic-Hierarchy, que a su vez toma los datos del Anuario Pontificio. |                      |           |                |            |               |               |                          |                      |            |            |            |

| Año  | Iglesias y capillas | Santuarios | Monasterios femeninos | Casa de religiosos | Casa de religiosas | Centros educativos | Decanatos |
| 2005 | 102                 | 14         | 4                     | 86                 | 219                | 245                | 20        |

## Episcopologio
Últimos cinco arzobispos:
| Imagen | Escudo | Nombre del titular                  | Período                     | Período               | Fin del cargo (razón) |
| Imagen | Escudo | Nombre del titular                  | Inicio                      | Fin                   | Fin del cargo (razón) |
| ------ | ------ | ----------------------------------- | --------------------------- | --------------------- | --------------------- |
|        |        | Juan Carlos Cardenal Aramburu †     | 22 de abril de 1975         | 10 de julio de 1990   | Retirado              |
|        |        | Antonio Cardenal Quarracino †       | 10 de julio de 1990         | 28 de febrero de 1998 | Falleció              |
|        |        | Jorge Mario Cardenal Bergoglio SJ † | 28 de febrero de 1998       | 13 de marzo de 2013   | Electo papa Francisco |
|        |        | Mario Aurelio Cardenal Poli         | 28 de marzo de 2013         | 26 de mayo de 2023    | Retirado              |
|        |        | Jorge Ignacio García Cuerva         | Desde el 26 de mayo de 2023 |                       |                       |